# Спінатьєв Василь Григорович
Спінатьєв Василь Григорович (1920—?) — радянський, український режисер-документаліст, кінооператор.
Народ 1 січня 1920 р. у с. Липецьке Одеської обл. в родині селянина. Закінчив Київський кінотехнікум (1940).
В 1949—1977 рр. завідував лабораторією Інституту мистецтвознавства, фольклору та етнографії ім. М. Т. Рильського АН України.
Як режисер створив близько 20 фільмів, серед яких: «Іван Петрович Кавалерідзе» (1962), «Земля, яку сходив Тарас» (1964), «Шевченківський Петербург» (1970) тощо.